# Радник — уповноважений Президента України з питань безбар'єрності
Радник — уповноважений Президента України з питань безбар'єрності — посадова особа, до сфери відповідальності якої належить забезпечення здійснення Президентом України конституційних повноважень щодо додержання конституційної норми про визнання в Україні людини, її життя та здоров'я, честі й гідності, недоторканності та безпеки найвищою соціальною цінністю. Сучасне прочитання поняття безбар'єрності та справді безпечного доступного середовища передбачає врахування потреб усіх громадян, включно з людьми з інвалідністю, що має бути реалізовано в повному обсязі.
Посада утворена Президентом України Володимиром Зеленським 15 червня 2021 року, враховуючи вимоги Конвенції ООН про права осіб з інвалідністю та Цілі сталого розвитку.

## Обов'язки
Відповідно до покладених завдань Радник-уповноважений Президента України з питань безбар'єрності:
1. Аналізує політичні, соціально-економічні, інші процеси, що відбуваються в Україні та за її межами, за результатами такого аналізу готує та подає в установленому порядку пропозиції щодо визначення пріоритетних напрямів розвитку держави і суспільства у сфері безбар'єрності, шляхів реалізації таких напрямів та можливих дій глави держави;
2. Здійснює моніторинг інформаційного простору України, готує пропозиції щодо забезпечення додержання прав громадян в інформаційній сфері та свободи діяльності засобів масової інформації;
3. Здійснює аналіз нормативно-правових актів, подає в установленому порядку пропозиції щодо їх удосконалення;
4. Опрацьовує пропозиції щодо вдосконалення механізмів взаємодії Президента України з органами державної влади та органами місцевого самоврядування, політичними партіями, громадськими об’єднаннями;
5. Бере участь у співробітництві з науковими установами, аналітичними центрами і представництвами іноземних держав та міжнародних організацій в Україні з питань, що належать до його компетенції;
6. Співпрацює відповідно до розподілу обов’язків з консультативними, дорадчими органами, утвореними Президентом України, забезпечує узгодженість їх діяльності та у визначених випадках очолює такі органи;
7. Здійснює за дорученням Президента України взаємодію з міністерствами, іншими центральними та місцевими органами виконавчої влади, а також представниками інших державних органів, установ і організацій у відповідній сфері;
8. Здійснює моніторинг ситуації в регіонах України, готує та вносить пропозиції щодо врегулювання проблемних питань;

## Діяльність
Радник-уповноважений Президента України призначається на посаду та звільняється з посади Президентом України.
Радник-уповноважений Президента України підпорядковується безпосередньо Президентові України.
Посада Радника-уповноваженого Президента України належить до посад патронатної служби Президента України.
Радник-уповноважений Президента України призначається на строк повноважень Президента України і здійснює свої обов’язки на постійній основі або на громадських засадах (поза штатом Офісу Президента України).
Радник-уповноважений Президента України у своїй діяльності керується Конституцією та законами України, актами Президента України, Кабінету Міністрів України, розпорядженнями Керівника Офісу Президента України.
3 червня 2021 першою і до сьогодні єдиною Радницею-Уповноваженою з питань безбар'єрності  була призначена Тетяна Ломакіна. 